# Tyrannomyrmex alii
Tyrannomyrmex alii (лат.) — вид муравьёв из подсемейства мирмицины. Южная Азия.

## Распространение
Тропики Старого Света: Южная Азия, Индия (Western Ghats, Periyar Tiger Reserve), лесная подстилка, около 1100 м.

## История открытия и этимология
Вид был впервые описан в 2017 году индийскими мирмекологами Kalesh Sadasivan и Manoj Kripakaran (Travancore Natural History Society Ant Research Group (TARG), Thiruvananthapuram, Kerala, Индия). Типовая серия, состоящая из примерно 50 мономорфных рабочих и крылатых самок, была получена при просеивании сухого грунта, взятого под гниющим стволом в первичном вечнозеленм лесу в Западных Гатах Южной Кералы, на высоте 1100 м над уровнем моря. Ствол находился на лесной полосе в тенистой части леса возле основания дерева на нижнем конце склона холма. Вероятно, колония была расположена в сухой почве на древесной поверхности.
Tyrannomyrmex alii включён в состав рода впервые выделенного в 1994 году по типовому виду Tyrannomyrmex rex, обнаруженному в лесной подстилке на Малайском полуострове (Негри-Сембилан, Юго-Восточная Азия). Затем были описаны T. dux (Индия), T. legatus (Шри-Ланка). Видовое название T. alii было дано в честь крупного индийского мирмеколога профессора Musthak Ali, которого в своей стране называют ‘ant man’.

## Описание
Мелкие оранжево-красные муравьи (грудь темнее, до коричневого, а брюшко светлее, до жёлтого). Длина тела от 2,9 до 3,15 мм. Ширина головы 0,51–0,55 мм, длина головы от 0,65 до 0,70 мм. Мандибулы с двумя зубцами на жевательном крае (апикальный и мелкий субапикальный); на базальном крае жвал зубцы отсутствуют. Внутренний вентральный край жевательной поверхности мандибул покрыт щетинками. Глаза мелкие, остаточные (состоят из нескольких фасеток). Усики 11-члениковые с 3-сегментной булавой. Нижнечелюстные и нижнегубные щупики редуцированные, состоят из двух сегментов (формула щупиков: 2,2). Лобные валики и усиковые бороздки на голвое отсутствуют. Грудь почти без швов, сверху округлая. Проподеальные шипики мелкие, треугольные. Жало развито, относительно крупное. От близкого вида T. dux отличается формой петиоля, а от двух других видов своего рода (T. legatus и T. rex) поверхностной скульптурой и волосистостью. 